# Тоса (Тоса)
То́са (яп. 土佐町, とさちょう, МФА: [tosa t͡ɕoː]?) — містечко в Японії, в повіті Тоса префектури Коті.  Отримало статус містечка 1970 року. Площа становить 212,11 км². Станом на 1 липня 2012 року населення складало 4200  осіб, густота населення — 19,8 осіб/км².   

## Демографія
Згідно з даними перепису населення Японії, населення Тоса постійно зменшується, за останні 60 років воно скоротилося більш ніж у двічі. Станом на 1 жовтня 2020 року населення складало 3753 особи, з яких чоловіків — 1780 осіб, жінок — 1973 осіб. Густота населення — 17,69 осіб/км².